# Albert Harkness

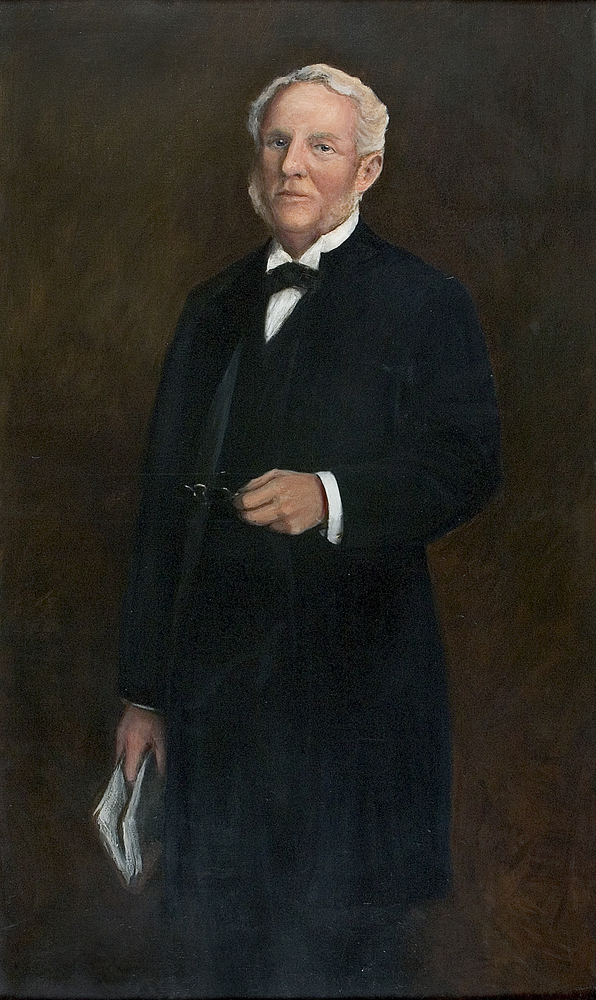
Albert Harkness. Porträt von William Merritt Chase (1908)

Albert Harkness (* 6. Oktober 1822 in Mendon, Massachusetts; † 27. Mai 1907 in Providence, Rhode Island) war ein US-amerikanischer Klassischer Philologe, der von 1855 bis 1892 als Professor der griechischen Sprache und Literatur an der Brown University lehrte. Von 1880 bis 1907 gehörte er zur Leitungskommission der American School of Classical Studies at Athens.

## Leben
Albert Harkness, der Sohn von Southwick Harkness (1797–1875) und Phebe Thayer Harkness (1800–1863), besuchte die Uxbridge High School und die Worcester Academy und studierte anschließend Klassische Philologie an der Brown University. Nach dem Bachelorabschluss (1842) arbeitete er ab 1843 als Lateinlehrer an der High School in Providence. 1846 wurde er zum Senior Master ernannt. Im Jahr 1849 leitete er außerdem das Franklin Lyceum in Providence.
1853 unterbrach Harkness seine Schullaufbahn für zwei Jahre und unternahm ausgedehnte Bildungs- und Studienreisen in Europa. Er studierte zunächst an den Universitäten in Bonn und Berlin. 1854 wurde er (als erster Amerikaner) in Bonn zum Dr. phil. promoviert. In seiner Doktorarbeit verglich er den Latein- und Griechischunterricht in Neuengland und Preußen. Anschließend studierte er noch an der Universität Göttingen und reiste im Sommer 1855 durch Deutschland, Frankreich, die Schweiz, Italien, Griechenland und England.
Auf der Überfahrt nach Griechenland erreichte ihn ein Brief der Brown University, die ihm den Lehrstuhl der griechischen Sprache und Literatur anbot. Harkness nahm den Ruf an und begann seine Lehrtätigkeit an der Brown University im Oktober 1855. Die Universität verlieh ihm 1869 die Ehrendoktorwürde (LL. D.). Im selben Jahr gründete Harkness mit zahlreichen Fachgenossen die American Philological Association, deren erster Vizepräsident er 1869/70 war. 1875/76 fungierte er als Präsident der Gesellschaft. In den folgenden Jahren beteiligte sich Harkness an der Gründung der American School of Classical Studies at Athens, deren Leitungskommission er von 1880 bis zu seinem Tod angehörte.
1892 trat er von seinem Lehramt an der Brown University zurück, gehörte aber von 1904 bis 1907 ihrem Board of Fellows an.
Harkness war ab 1849 mit Maria Aldrich Smith verheiratet. Ein Sohn des Paares war Albert Granger Harkness (1856–1923), der als Professor für Latein und Deutsch an der Brown University lehrte.

## Wissenschaftliches Werk
Obwohl Harkness Professor der griechischen Sprache und Literatur war, veröffentlichte er hauptsächlich Schriften zur lateinischen Sprache. Er verfasste zwischen 1853 und 1898 mehrere lateinische Kurz- und Schulgrammatiken, Einführungen in die lateinische Sprache und Textsammlungen. Dazu kamen Studienausgaben von Caesars, Ciceros und Sallusts Schriften.

## Schriften (Auswahl)
- Second Latin Book. New York 1853
- Comparantur studia Graeca et Latina quae in Nova Anglia cum eis quae in Borussia sunt. Bonn 1854 (Dissertation, ungedruckt)
- First Greek Book. New York 1861
- Latin Grammar for Schools and Colleges. New York 1864. Überarbeitete Ausgabe 1898
- Latin Reader. New York 1865
- An Introductory Latin Book. New York 1866
- A Practical Introduction to Latin Composition for Schools and Colleges. New York 1869
- Elements of Latin Grammar for Schools. New York 1869
- Caesar’s Commentaries on the Gallic War. New York 1870. Nachdruck 1886. Überarbeitete Ausgabe (mit C. H. Forbes) 1901
- Select Orations of Cicero. New York 1873. Nachdruck 1882. Überarbeitete Ausgabe 1906
- A New Latin Reader. New York 1877
- A Complete Course in Latin for the First Year. New York 1883
- The Military System of the Romans. New York 1887
- An Easy Method for Beginners in Latin. New York 1890
- A Short Latin Grammar. New York 1898
- mit J. C. Kirkland, Jr.: Nine Orations of Cicero. New York 1906
- Sallust’s Catiline. New York 1906